# Щільність послідовності
Щільність послідовності ― поняття загальної адитивної теорії чисел, що вивчає закони додавання цілих послідовностей загального вигляду. Щільність послідовності є мірою того, яка частина послідовності всіх натуральних чисел належить даній послідовності {\displaystyle A=\{a_{i}\}} цілих невід'ємних чисел {\displaystyle 0=a_{0}<a_{1}<a_{2}<\dots }. Під поняттям щільності послідовності мають на увазі щільність {\displaystyle d(A)}, введену в 1930 Шнірельманом (звідси англійська назва терміна — Schnirelmann density) послідовності, А саме:
{\displaystyle d(A)=\inf _{n\in \mathbb {Z} _{+}}(\pi _{A}(n)-1)/n}
де {\displaystyle \pi _{A}(n)} — кількість членів послідовності {\displaystyle A}, що не перевищують {\displaystyle n}.

## Пов'язані визначення
Нехай {\displaystyle A+B} ― арифметична сума послідовностей {\displaystyle A=\{a_{i}\}} і {\displaystyle B=\{b_{i}\}}, тобто множина {\displaystyle A+B=\{c\in \mathbb {Z} _{+}|c=a+b,a\in A,b\in B\}}.
Якщо {\displaystyle A=B} вважають {\displaystyle 2A=A+A}, аналогічно {\displaystyle 3A=2A+A} і т. д. 
Якщо {\displaystyle nA=\mathbb {Z} _{+}}, то {\displaystyle A} називається базисом {\displaystyle n}-го порядку.

## Властивості
- Щільність {\displaystyle d(A)=1} тоді і тільки тоді, коли {\displaystyle A} збігається із множиною {\displaystyle \mathbb {Z} _{+}} всіх цілих невід'ємних чисел.
- Нерівність Шнірельмана

{\displaystyle d(A+B)\geq d(A)+d(B)-d(A)d(B)}
- Нерівність Манна ― Дайсона

{\displaystyle d(A+B)\geq \min\{d(A)+d(B),1\}}
З нерівності Шнірельмана випливає, що будь-яка послідовність додатної щільності є базисом скінченного порядку. Застосування цього факту до адитивних задач, у яких часто підсумовуються послідовності нульової щільності, здійснюється за допомогою попереднього конструювання з заданих послідовностей нових з додатною щільністю. Наприклад, за допомогою методів решета доводиться, що послідовність {\displaystyle \{p\}+\{p\}}, де {\displaystyle p} пробігає прості числа, має додатну щільність. Звідси випливає теорема Шнірельмана: існує таке ціле число {\displaystyle c_{0}>0}, що будь-яке натуральне число є сумою не більше ніж {\displaystyle c_{0}} простих чисел. Ця теорема дає розв'язок так званої ослабленої проблеми Гольдбаха.

## Варіації та узагальнення
Різновидом поняття щільності послідовності є поняття асимптотичної щільності, окремим випадком якої є натуральна щільність. 
Поняття щільності послідовності узагальнюється на числові послідовності, відмінні від натурального ряду, наприклад на послідовності цілих чисел у полях алгебричних чисел. Завдяки цьому вдається вивчати базиси в алгебричних полях.